# Metoksfenidin
Metoksfenidin (metoksidifenidin, 2-MeO-Difenidin, MXP) je disocijativ diariletilaminske klase koji je prodavan onlajn kao dizajnirana droga. Metoksfenidin je prvi put prijavljen u patentu iz 1989. godine, pri čemu je bio testiran kao tretman za neurotoksične povrede. Ubrzo nakon britanske zabrane arilcikloheksilamina metoksfenidina i srodnog jedinjenja difenidina iz 2013. godine, oni su postali dostupni na sivom tržištu, gde se ovaj materijal javljao kao prah i u obliku tableta. Iako difenidin poseduje veći afinitet za NMDA receptor, anegdotski izveštaji sugerišu da metoksfenidin ima veću oralnu potentnost. Od tri izomerna anizil-supstituenta metokfenidin ima afinitet za NMDA receptor koji je veći od 4-MeO-difenidina, ali niži od 3-MeO-difenidina, što je odnos strukture i aktivnosti koji je zajednički za arilcikloheksilamine.